# Espinosa del Camino
Espinosa del Camino es un municipio de España, en la provincia de Burgos, comunidad autónoma de Castilla y León, partido judicial de Briviesca.

## Geografía
Tiene un área de 6,93 km² con una población de 37 habitantes (INE 2008) y una densidad de 5,34 hab/km². Y de altitud 901 m.

## Demografía
Espinosa del Camino cuenta con una población de 42 habitantes (INE 2024).
| Gráfica de evolución demográfica de Espinosa del Camino entre 1842 y 2021                                             |
| |
| Población de derecho según los censos de población del INE. Población de hecho según los censos de población del INE. |

| 1991 |  | 1996 |  | 2001 |  | 2004 |
| ---- |  | ---- |  | ---- |  | ---- |
| 55   |  | 52   |  | 36   |  | 36   |

## Historia
Lugar  de la  Jurisdicción de Villafranca de Montes de Oca,  en el partido Juarros, con jurisdicción de realengo ejercida por su regidor pedáneo.
A la caída del Antiguo Régimen queda constituida como ayuntamiento constitucional del mismo nombre en el partido  Belorado, región de  Castilla la Vieja, contaba entonces con 148  habitantes.